# Aristidis Konstantinidis
Aristidis Konstantinidis (griechisch Αριστείδης Κωνσταντινίδης) war ein griechischer Radsportler.

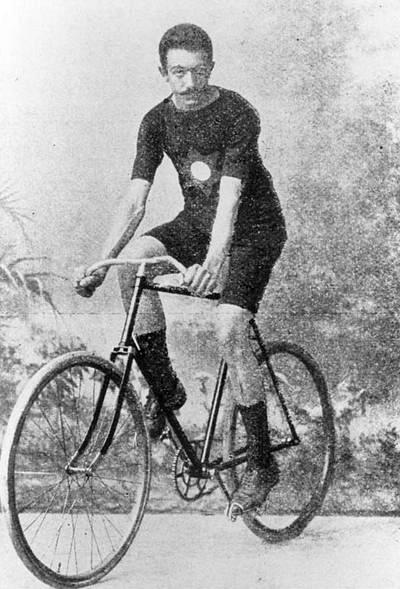
Aristidis Constantinidis

Konstantinidis gewann bei den I. Olympischen Spielen der Neuzeit 1896 in Athen das olympische Straßenrennen über 87 Kilometer auf der Strecke Athen–Marathon–Athen. Obwohl er auf dem Rückweg von Marathon zweimal eine Panne erlitt und sich für die letzten Kilometer sogar das Rad eines an der Strecke stehenden Zuschauers leihen musste, betrug sein Vorsprung vor dem Zweitplatzierten, dem Deutschen August Gödrich fast zwanzig Minuten. Konstantinidis nahm auch an den Rennen über zehn und 100 Kilometer teil, schied aber jeweils nach einem Sturz aus.
Zehn Jahre nach seinem Olympiasieg beteiligte er sich am Straßenrennen der Zwischenspiele 1906 in Athen, erreichte das Ziel aber nicht.
Sein Enkel war der Architekt Aris Konstantinidis.